# Getto w Lubartowie
Getto w Lubartowie – getto żydowskie utworzone w 1941 roku przez okupacyjne władze niemieckie na terenie Lubartowa. Ostatecznie zlikwidowane 24 października 1942 roku, poprzez zamordowanie części mieszkańców getta na miejscu, oraz wywiezienie pozostałej, większej części, do obozu zagłady w Bełżcu, Sobiborze oraz na Majdanek.

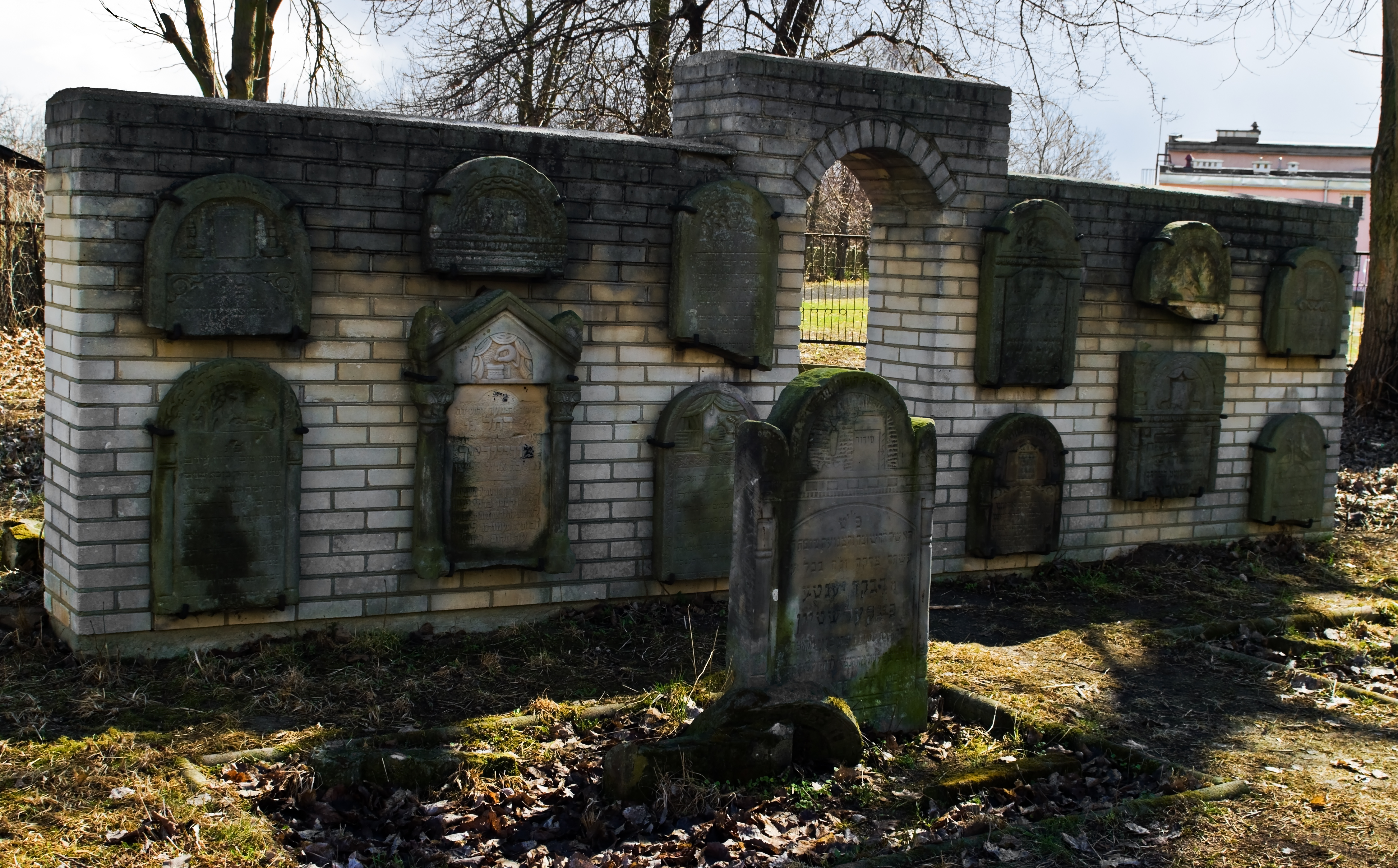
Cmentarz żydowski w Lubartowie

19 września 1939 roku Niemcy zajęli Lubartów, zniszczyli synagogę i kirkut, wykorzystując cegły i rozbite macewy jako materiał budowlany. Zburzone zostały także żydowskie domy znajdujące się przy Rynku i przy ulicy Partyzanckiej, a także hotel żydowski, należący do rodziny Pereca Gdali, mieszczący się na rogu ulic Lubelskiej i Poprzecznej (obecnie ul. Jana Pawła II).
12 października 1939 roku zgromadzono i otoczono Żydów na Rynku w Lubartowie. Dzięki temu Niemcy mogli bez przeszkód grabić domy i zakłady należące do Żydów. 20 października 1939 roku 850 Żydów z Lubartowa przewieziono do Ostrowa Lubelskiego, 634 do Parczewa a mniejsze grupki do Kamionki i Firleja. W mieście pozostało około 820 Żydów, zostali oni przeznaczeni do wykonywania prac w mieście i na rzecz okupanta. Żydzi wysiedleni do Ostrowa oraz Parczewa stopniowo powracali do Lubartowa. Spisy niemieckie w początkach 1940 roku notowały w Lubartowie 835 Żydów, w tym 432 kobiety oraz 100 chłopców do lat 13, 87 mężczyzn między 13 a 30 rokiem życia oraz –193 starszych
W listopadzie 1939 roku do miasta zaczęły przybywać transporty Żydów z Lublina, Ciechanowa oraz ze Słowacji (około 2000). Ogólnie w tych dniach przybyło około 3500 Żydów. W maju 1942 roku Niemcy przysłali kolejnych 2421 Żydów ze Słowacji. Słowackich Żydów Niemcy przetrzymywali w gmachu Sądu Grodzkiego przy ul. Lubelskiej 78. Byli wśród nich dwaj znakomici lekarze: dr Rychard Peiser, pediatra (mieszkał przy ul. Legionów 24) oraz dr Efraim Blumenberg, którego zaświadczenia respektowały nawet służby niemieckie. W latach 1940–1941 grupy Żydów z Lubartowa były wysyłane do obozów pracy w innych miejscowościach, podczas gdy na ich miejsce wysiedlono kolejnych 450 uchodźców z Mławy i Lublina. Ogółem w latach 1940–1942 do Lubartowa przybyło ok. 35 tys. Żydów.
Getto powstało w obrębie ulic: Żabia – 11 Listopada – Browarna – Poprzeczna – Lubelska. Getto nie zostało otoczone ani murem, ani zasiekami, pozostawało „otwarte”. W szczytowym momencie getto zamieszkiwało 4,5 tys. Żydów. 4 stycznia 1940 roku Niemcy powołali Judenrat na czele z Jakubem Mordko Lichtenfeldem, a następnie Dawidem Perecem. W skład Judenratu wchodzili: Jakub Mordko Lichtenfeld, Szloma-Ber Cieśla (Cieśler), Moszek-Joel Feldman, Srul-Icek Rajzylberg, Dawid Perec, Menasze Kosman, Chil Wajnberg, Szloma Rubinstein, Pinkwas Duman, Srul-Moszko Denenmark, Szyja Suchowolski. Kierownictwo zmieniało się kilkakrotnie. W kwietniu 1942 r. w skład Judenratu wchodzili: Mosze Joel Edelman (przewodniczący), Szlomo Ber Cieśler, Izrael Ratensilber, Menasze Kosman i Jechiel Weinberg. Powstała również Służba Porządkowa. W jej skład wchodzili: Izaak Pud (przewodniczący), Izocher Kosman, Icek Apfeld, Moszek Gothelf, Icek Nirenberg, Zelik Honiksblum, Lejzor Tunkieltraub, Dawid Cieśla, Moszek Kosman, Moszek Wajcaman, Moszek Duman.
Po decyzji o likwidacji gett żydowskich na terenie Generalnego Gubernatorstwa, dokonano pierwszej wywózki Żydów z Lubartowa. Miała ona miejsce 9 kwietnia 1942 roku. Około 800 osób przewieziono do niemieckiego nazistowskiego obozu zagłady w Bełżcu. W dniu 4 maja wysłano transport rodzinny z miejscowości Trebišov do Lubartowa. Według oficjalnego telegramu, spośród 1000 osób, które miały przybyć ze Słowacji do Lubartowa, na Majdanek skierowano 841 starszych mężczyzn, kobiet i dzieci. W maju 1942 r. do Lubartowa przybył kolejny transport 2421 Żydów ze Słowacji. Część spośród nich trafiła potem do Lublina, gdzie pracowała przy budowie obozu na Majdanku. W czerwcu 1942 r. w getcie znajdowało się 3134 osoby, w tym około 2 tys. uchodźców. Na początku października do zatłoczonego getta przesiedlono kolejne grupy Żydów z Kamionki, Ostrowa i Czemiernik oraz Firleja. Kolejna duża akcja wywózkowa miała miejsce 11 października 1942 roku. Z lubartowskiego getta do obozów zagłady w Bełżcu i Sobiborze oraz na Majdanek wywieziono wówczas około 3 tys. Żydów, a około 300–500 osób rozstrzelano na miejscowym cmentarzu żydowskim przy ulicy Cichej. Ostateczna likwidacja getta w Lubartowie miała miejsce 24 października 1942 r., kiedy około 300 pozostających w mieście Żydów zostało przesiedlonych do Piask Luterskich. 29 stycznia 1943 roku ostatni pozostali w mieście Żydzi zostali rozstrzelani na cmentarzu przy ul. Cichej, a w lutym 1943 r. Niemcy ogłosili Lubartów miastem „wolnym od Żydów” (Judenfrei).